# Anthophoridae
Famille
Les Anthophoridae sont une famille d'hyménoptères.
Il semble que les distinctions à l'origine de cette famille ne sont plus pertinentes. Les entomologistes actuels situent en particulier le genre Anthophora dans la famille des Apidae, dans la sous-famille des Apinae, dans la tribu des Anthophorini.